# ورخوتور
ورخوتور (انگلیسی: Verkhotor) یک شهرک در شهرستان ایشیمبایسکی استان باشقیرستان کشور روسیه است.